# شهرستان کالمار
استان کالمار (به سوئدی: Kalmar län) یکی از شهرستان‌های کشور سوئد است که در جنوب این کشور واقع شده است و با شهرستان‌های کرونوبرگ، یونشوپینگ، بلکینگه و اوسترگوتلاند و از سمت شرق با دریای بالتیک مرز مشترک دارد. جزیره اولاند که بخشی از این شهرستان است در دریای بالتیک واقع شده است.
مرکز این شهرستان شهر کلمر است.